# Guebwiller
Guebwiller là một xã trong tỉnh Haut-Rhin, thuộc vùng Grand Est của nước Pháp, có dân số là 11.525 người (thời điểm 1999).

## Thông tin nhân khẩu
| 1882   | 1990   | 1999   |
| ------ | ------ | ------ |
| 11 609 | 10 944 | 11 525 |

## Nhân vật nổi tiếng
- Alfred Kastler (1902-1984), nhà vật lý học, Giải thưởng Nobel (1966)
- Jean Schlumberger, nhà văn
- Théodore Deck (1823-1891)

## Địa điểm tham quan
- Nhà thờ Saint-Léger - (thế kỉ 12/13)
- Nhà thờ và tu viện Les Dominicains
- Nhà thờ Đức Bà (1760-1785)
- Tòa thị chính (1514)